# Дні жнив
«Дні жнив» (англ. Days of Heaven) — американський романтичний, драматичний художній фільм 1978 року режисера та сценариста Терренса Маліка, з Річардом Гіром, Брук Адамс, Семом Шепардом і Ліндою Манз у головних ролях.
Англійська назва фільму — «Дні раю» взята з «Біблії короля Якова» (Повторення закону, 11:21).

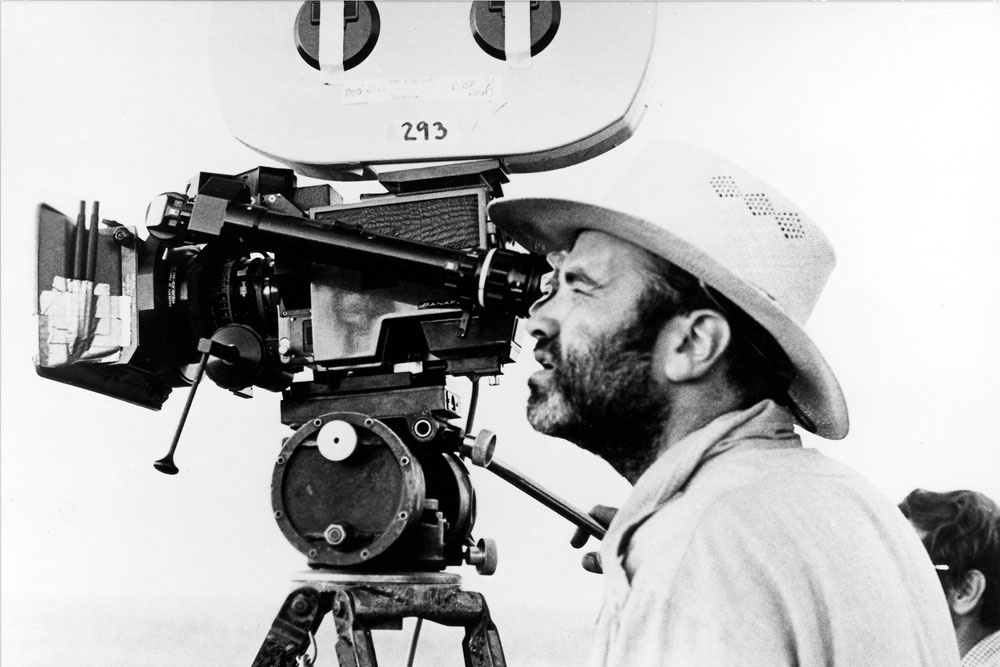
Режисер Терренс Малік

## Сюжет

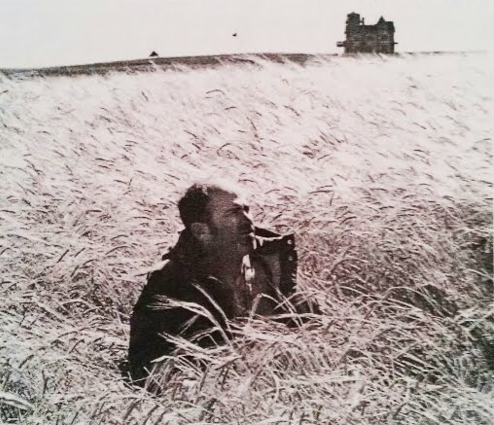
Терренс Малік під час створення фільму

Дія фільму відбувається в 1916 році. Робітник ливарного цеху Білл (Річард Гір), його кохана Еббі (Брук Адамс), та її молодша сестра, втікають з Чикаго, оскільки він під час сварки вбив свого бригадира. Кочуючи по Техасі на поїздах в пошуках роботи, вони наймаються збирати урожай до багатого землевласника. Випадково почувши, що фермер смертельно хворий, Білл складає план, як заволодіти його майном …

## Ролі виконують
- Річард Гір — Білл
- Брук Адамс — Еббі
- Сем Шепард — фермер
- Лінда Манз — Лінда
- Роберт Вілке — старший на фермі
- Стюарт Марголін — бригадир на фабриці

## Навколо фільму
- Будинок фермера у фільмі був не просто декорацією, як це буває у більшості фільмів, а повністю облаштованим будинком зі справжніми меблями та прикрашеними кімнатами.
- Значна частина фільму була знята під час «золотої години», час між заходом сонця і настанням ночі. Насправді це неправильна назва, оскільки вона триває не годину, а лише приблизно 25 хвилин.

## Нагороди
- 1978 Премія Товариства кінокритиків Нью-Йорка:
  - найкращому режисерові[en] — Терренс Малік
- 1978 Премія Асоціації кінокритиків Лос-Анджелеса:
  - найкращому кінооператорові — Нестор Альмендрос
- 1978 Премія Національної ради кінокритиків США, (National Board of Review, NBR Award):
  - найкращі десять фільмів[en]
- 1979 Премія «Оскар» Академії кінематографічних мистецтв і наук (США):
  - за найкращу операторську роботу — Нестор Альмендрос
- 1979 Премія Каннського кінофестивалю (Франція):
  - приз за найкращу режисуру — Терренс Малік
- 1979 Премія Давида ді Донателло[1]:
  - за найкращий іноземний сценарій (David di Donatello per la migliore sceneggiatura straniera) — Терренс Малік
  - найкращому іноземному акторові — Річард Гір
- 1979 Премія Національної спілки кінокритиків США:
  -  найкращому режисерові[en] — Терренс Малік
  - за найкращу операторську роботу[en] — Нестор Альмендрос
- 1980 Премія БАФТА, Британської академії телебачення та кіномистецтва:
  - премія Ентоні Асквіта за музику до кінофільмів — Енніо Морріконе
- 2007 Національна рада США зі збереження фільмів[en] внесла кінострічку до Національного реєстру фільмів США

У 2007 році фільм був обраний Бібліотекою Конгресу США для зберігання в Національному реєстрі фільмів як «культурно, історично та естетично значущий».